# ISS-Expedition 47
ISS-Expedition 47 ist die Missionsbezeichnung für die 47. Langzeitbesatzung der Internationalen Raumstation (ISS). Die Mission begann mit dem Abkoppeln des Raumschiffs Sojus TMA-18M von der ISS am 2. März 2016. Das Ende wurde durch das Abkoppeln von Sojus TMA-19M am 18. Juni 2016 markiert.

## Mannschaft
Übernommen von ISS-Expedition 46:
- Timothy Lennart Kopra (2. Raumflug), Kommandant, (USA/NASA, Sojus TMA-19M)
- Timothy Peake (1. Raumflug), Bordingenieur, (Vereinigtes Königreich/ESA, Sojus TMA-19M)
- Juri Iwanowitsch Malentschenko (6. Raumflug), Bordingenieur, (Russland/Roskosmos, Sojus TMA-19M)

Zusätzlich ab 19. März 2016:
- Alexei Nikolajewitsch Owtschinin (1. Raumflug), Bordingenieur (Russland/Roskosmos, Sojus TMA-20M)
- Oleg Iwanowitsch Skripotschka (2. Raumflug), Bordingenieur (Russland/Roskosmos, Sojus TMA-20M)
- Jeffrey Nels Williams (4. Raumflug), Bordingenieur (USA/NASA, Sojus TMA-20M)[1]

Am Tag vor dem Abdocken von Sojus TMA-19M mit Malentschenko, Peake und Kopra übernahm Williams das ISS-Kommando. Zusammen mit Owtschinin und Skripotschka bildete er die anfängliche Crew der nachfolgenden Expedition 48.

### Ersatzmannschaft
Seit Expedition 20 wird wegen des permanenten Trainings für die Besatzungen keine offizielle Ersatzmannschaft mehr bekanntgegeben. Inoffiziell gelten die Backup-Crews der beiden Sojus-Zubringerraumschiffe TMA-19M und TMA-20M (siehe dort) als Ersatzmannschaft der Expedition 47. In der Regel kommen diese Crews dann jeweils zwei Missionen später selbst zum Einsatz.

## Frachterverkehr
Das unbemannte Frachtraumschiff Cygnus CRS OA-6 (genannt „S.S. Rick Husband“) erreichte die Station am 26. März und wurde mithilfe des Roboterarms Canadarm2 am Unity-Modul befestigt. Das Raumschiff transportierte Versorgungsgüter und Hardware für die Expeditionen 47 und 48 zur ISS.
Am 30. März wurde Progress M-29M nach fast sechs Monaten vom Swesda-Modul abgekoppelt.
Als nächstes Raumschiff startete Progress MS-02 zur ISS. Nach einem zweitägigen Alleinflug dockte der Transporter am 2. April am Swesda-Modul an.
Das Raumschiff Dragon CRS-8 erreichte die ISS am 10. April und wurde von Jeff Williams und Tim Peake mithilfe des Canadarm2-Roboterarms am Harmony-Modul befestigt. Zur Fracht gehörte auch ein aufblasbares Wohnmodul der Firma Bigelow Aerospace, das Bigelow Expandable Activity Module oder kurz BEAM, das anschließend an der ISS montiert wurde. Es war der erste Dragon-Flug zur ISS seit dem Fehlstart der CRS-7-Mission im Juni 2015.
Dragon CRS-8 wurde am 11. Mai von der ISS abgekoppelt. Tim Peake entfernte das Raumschiff mithilfe des Roboterarms Canadarm2 vom Harmony-Modul und setzte es um 13:19 UTC in einer Umlaufbahn aus. Die Kapsel wasserte fünf Stunden später sicher im Pazifischen Ozean.
Cygnus CRS OA-6 (genannt „S.S. Rick Husband“) wurde am 14. Juni von der ISS, nach fast 3 Monaten im All, abgekoppelt.